# Ilghazi
Ilghazi of Algazi, voluit Najm ad-Din Ilghazi ibn Artuq (†8 november 1122) was een Turkse bey of militair gouverneur ten tijde dat het Grote Seltsjoekenrijk uiteenviel. Hij was een notoir drinker, onbetrouwbaar en opportunist, maar bij momenten een briljant veldheer.

## Levensloop
Ilghazi was een zoon van Artuk, stichter van de dynastie van de Artukiden. Na te zijn verdreven uit Jeruzalem, vestigde de familie zich in Mardin. Hij stond aan de zijde van zijn oudere broer Sökmen in de Slag bij Harran in 1104 tegen de Kruisvaarders.
Met de Slag van Ager Sanguinis in 1119 verwierf Ilghazi een plaats in de geschiedenisboeken. Hij volgde zijn overwinning niet op en hetzelfde jaar werd hij nog verslagen door Boudewijn II van Jeruzalem in de Slag bij Hab. In 1121 sloot hij een wapenstilstand met de kruisvaarders en richtte zijn pijlen op het Koninkrijk Georgië, met weinig succes. Daarna keerde hij naar Anatolië terug en slaagde erin Jocelin I van Edessa gevangen te nemen. Kort nadien stierf hij en werd hij opgevolgd door zijn neef, Balak.